# Ngbaka minangende
Pour les articles homonymes, voir Ngbaka.
Le ngbaka, aussi appelé ngbaka minangende ou ngbaka gbaya, est une langue voltaïco-congolaise parlée par plus d’un million personnes en République démocratique du Congo et par quelques milliers de personnes en République du Congo. Elle est aussi appelée ngbaka minangende ou ngbaka gbaya, étant une langue du groupe gbaya, pour la différencier du ngbaka manza parlé en Centrafrique ou des langues ngbaka dont elle ne fait pas partie.

## Écriture
L’orthographe ngbaka minangende utilisée par le bureau de traduction et d’alphabétisation de Gémena est basé sur les règles de standardisation et uniformisation de l'orthographe des langues du Congo-Kinshasa.
| Majuscules | Majuscules | Majuscules | Majuscules | Majuscules | Majuscules | Majuscules | Majuscules | Majuscules | Majuscules | Majuscules | Majuscules | Majuscules | Majuscules | Majuscules | Majuscules | Majuscules | Majuscules | Majuscules | Majuscules | Majuscules | Majuscules | Majuscules | Majuscules | Majuscules | Majuscules | Majuscules |
| ---------- | ---------- | ---------- | ---------- | ---------- | ---------- | ---------- | ---------- | ---------- | ---------- | ---------- | ---------- | ---------- | ---------- | ---------- | ---------- | ---------- | ---------- | ---------- | ---------- | ---------- | ---------- | ---------- | ---------- | ---------- | ---------- | ---------- |
| A          | B          | ʼB         | D          | ʼD         | E          | Ɛ          | F          | G          | Gb         | H          | I          | K          | Kp         | L          | M          | N          | Ng         | Ngg        | O          | Ɔ          | S          | T          | U          | V          | W          | Z          |
| Minuscules |            |            |            |            |            |            |            |            |            |            |            |            |            |            |            |            |            |            |            |            |            |            |            |            |            |            |
| a          | b          | ʼb         | d          | ʼd         | e          | ɛ          | f          | g          | gb         | h          | i          | k          | kp         | l          | m          | n          | ng         | ngg        | o          | ɔ          | s          | t          | u          | v          | w          | z          |

La nasalisation est indiquée à l’aide d’un tilde au-dessus de la voyelle : ‹ ã, ɛ̃, ĩ, ɔ̃, ũ ›.
Les tons des syllabes sont indiqués avec des diacritiques lorsqu’il y a ambigüité :
- le ton haut est indiqué avec l’accent aigu : ‹ á, é, ɛ́, í, ó, ɔ́, ú, ã́, ɛ̃́, ĩ́, ɔ̃́, ṹ › ;
- le ton bas est indiqué avec l’accent grave : ‹ à, è, ɛ̀, ì, ò, ɔ̀, ù, ã̀, ɛ̃̀, ĩ̀, ɔ̃̀, ũ̀ › ;
- les tons suivants ne sont habituellement pas indiqués dans l’orthographe mais peut l’être dans certains ouvrages linguistiques :
  - le ton moyen avec la ligne verticale suscrite : ‹ a̍, e̍, ɛ̍, i̍, o̍, ɔ̍, u̍, ã̍, ɛ̃̍, ĩ̍, ɔ̃̍, ũ̍ › ;
  - le ton tombant avec l’accent circonflexe : ‹ â, ê, ɛ̂, î, ô, ɔ̂, ã̂, ɛ̃̂, ĩ̂, ɔ̃̂, ũ̂ › ;
  - le ton montant avec l’antiflexe : ‹ ǎ, ě, ɛ̌, ǐ, ǒ, ɔ̌, ã̌, ɛ̃̌, ĩ̌, ɔ̃̌, ũ̌ ›.